# 名古屋市立柴田小学校
名古屋市立柴田小学校（なごやしりつ しばたしょうがっこう）は、愛知県名古屋市南区白水町にある公立小学校。

## 歴史

### 沿革
- 1959年（昭和34年）
  - 1月8日 - 名古屋市立白水小学校分校として設置[2]。
  - 9月26日 - 伊勢湾台風被災。当時分校は5・6年生のみの在籍であったが、多数の犠牲者を出す[3]。
- 1961年（昭和36年）4月1日 - 名古屋市立柴田小学校として分離独立[4]。
- 1962年（昭和37年）5月26日 - 伊勢湾台風記念碑除幕式挙行[5]。伊勢湾台風記念碑は中庭に置かれている[3]。
- 1964年（昭和39年） - 校歌として「柴田のよい子」が制定される[5]。
- 2007年（平成19年）6月14日 - トワイライトスクールが開校する[5]。
- 2010年（平成22年）4月1日 - 特別支援学級として「つばさ」が設置される[5]。
- 2016年（平成28年）4月1日 - 特別支援学級「つばさ／自・情」を追加[5]。
- 2024年（令和6年）2月 - 児童数減少による小規模校を解消するため、白水小学校・千鳥小学校との統合（案）が検討された[6]。

### 児童数の変遷
『愛知県小中学校誌』（1998年）によると、児童数の変遷は以下の通りである。
| 1961年（昭和36年） | 571人 |  |
| 1967年（昭和42年） | 804人 |  |
| 1977年（昭和52年） | 555人 |  |
| 1987年（昭和62年） | 368人 |  |
| 1997年（平成9年）  | 337人 |  |

## 通学区域
所管する名古屋市教育委員会は、2019年（令和元年）9月1日現在、南区滝春町・白水町・元柴田西町・元柴田東町の各全域および、鳴尾町字堤外・星崎町字大江の各一部を通学区域として指定している。
また、卒業後の進学先は名古屋市立名南中学校となっている。

## 児童の活動

### 委員会活動
委員会活動として、図書、保健・給食、放送、環境・美化、代表委員会の5委員会が設置され、4・5・6年生の児童全員がいずれかの委員会に所属し、活動を行っている。

### クラブ活動
2019年（平成31年）度はクラブ活動として、家庭科・スポーツ・室内レクレーション・切り絵・コンピュータの5クラブが設置され、活動を行った。

### 部活動
2019年（平成31年）度は部活動として、サッカー部が6月から2月まで、バスケットボール部が6月から2月まで、音楽部が9月から2月までそれぞれ活動を行った。また、同年度は部活動の民間委託モデル校となっていた。